# Auld Alliance Trophy
L'Auld Alliance Trophy, o Trofeu Auld Alliance és un trofeu creat l'any 2018 que guanya any rere any el guanyador del partit del Torneig de les Sis Nacions que enfronta la selecció d'Escòcia i la de França.
El guardó es va crear l'any 2018 coincidint amb el centenari de la Primera Guerra Mundial, per tal de commemorar el jugadors francesos i escocesos que van morir durant el conflicte, en particular els capitans de les dues nacions en els últims partits abans de la guerra, Eric Milroy (Escòcia) i Marcel Burgun (França), els dos assassinats.
El nom és una referència a l'Auld Alliance del segle xiii entre França i Escòcia.

## Results
| Any  | Data         | Seu                          | Local   | Resultat | Visitant | Guanyador |
| ---- | ------------ | ---------------------------- | ------- | -------- | -------- | --------- |
| 2018 | 11 de febrer | Murrayfield, Edimburg        | Escòcia | 32 – 26  | França   | Escòcia   |
| 2019 | 23 de febrer | Stade de France, Saint-Denis | França  | 27 – 10  | Escòcia  | França    |
| 2020 | 8 de març    | Murrayfield, Edimburg        | Escòcia | 28 – 17  | França   | Escòcia   |
| 2021 | 26 de març   | Stade de France, Saint-Denis | França  | 23 – 27  | Escòcia  | Escòcia   |
| 2022 | 26 de febrer | Murrayfield, Edimburg        | Escòcia | 17 – 36  | França   | França    |

## Resum
| Detall    | Jugats | Victòries · França | Victòries · Escòcia | Empat | Punts · França | Punts · Escòcia |
| --------- | ------ | ------------------ | ------------------- | ----- | -------------- | --------------- |
| A França  | 2      | 1                  | 1                   | 0     | 50             | 37              |
| A Escòcia | 3      | 1                  | 2                   | 0     | 79             | 77              |
| Total     | 5      | 2                  | 3                   | 0     | 129            | 114             |